# جامعة نابولي فيدريكو الثاني
جامعة نابولي فيدريكو الثاني (بالإيطالية: Università degli Studi di Napoli Federico II) هي جامعة إيطالية مقرها مدينة نابولي الإيطالية. تأسست سنة 1224 وقُسّمت إلى 13 كلية، وهي أقدم جامعة حكومية في العالم وواحدة من أقدم المؤسسات الأكاديمية التي ما زالت تعمل إلى اليوم. سميت الجامعة بهذا الاسم نسبة إلى مؤسسها الإمبراطور فريدريك الثاني.

## تاريخ الجامعة

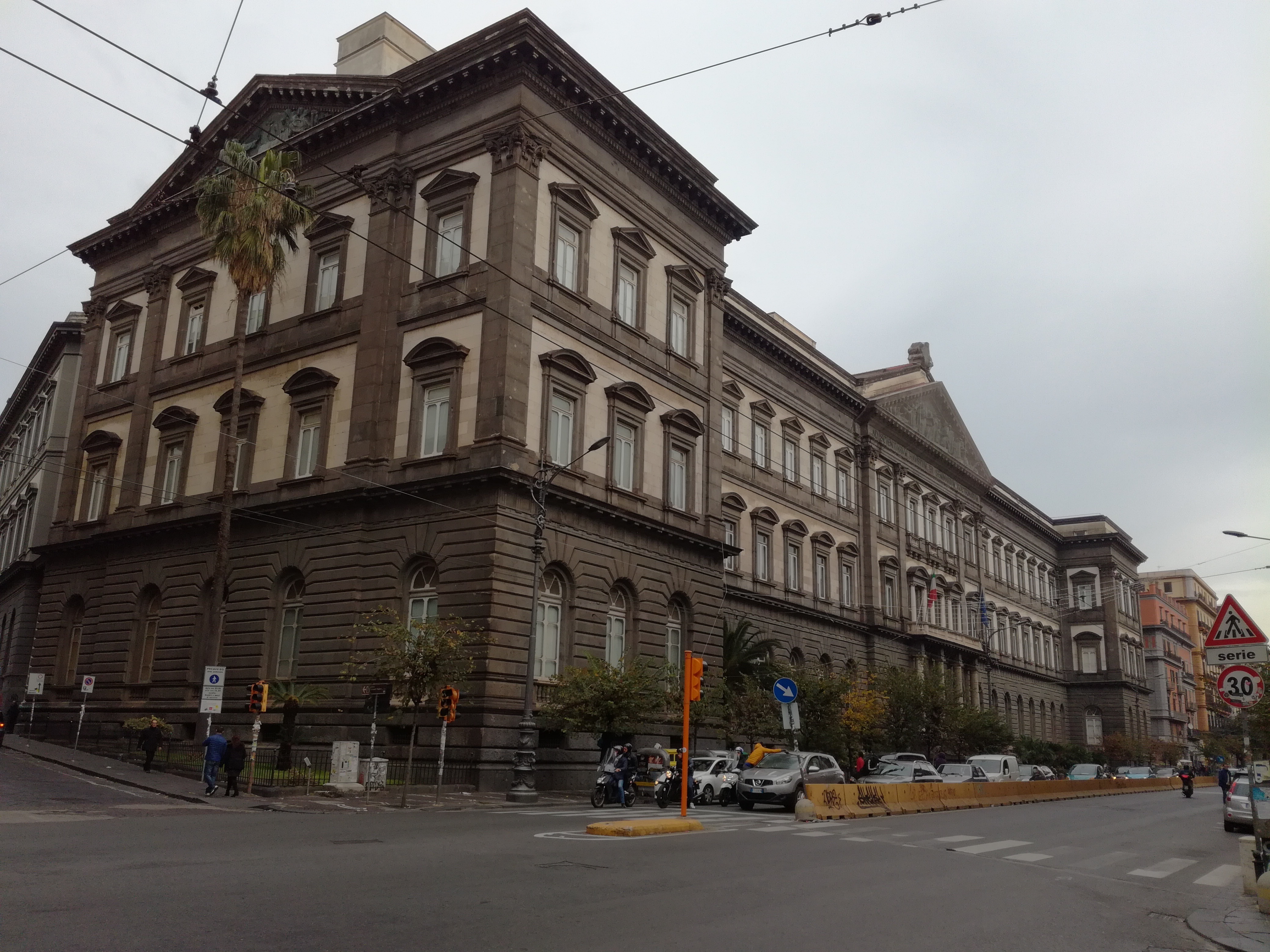
جامعة فريدريك الثاني في نابولي

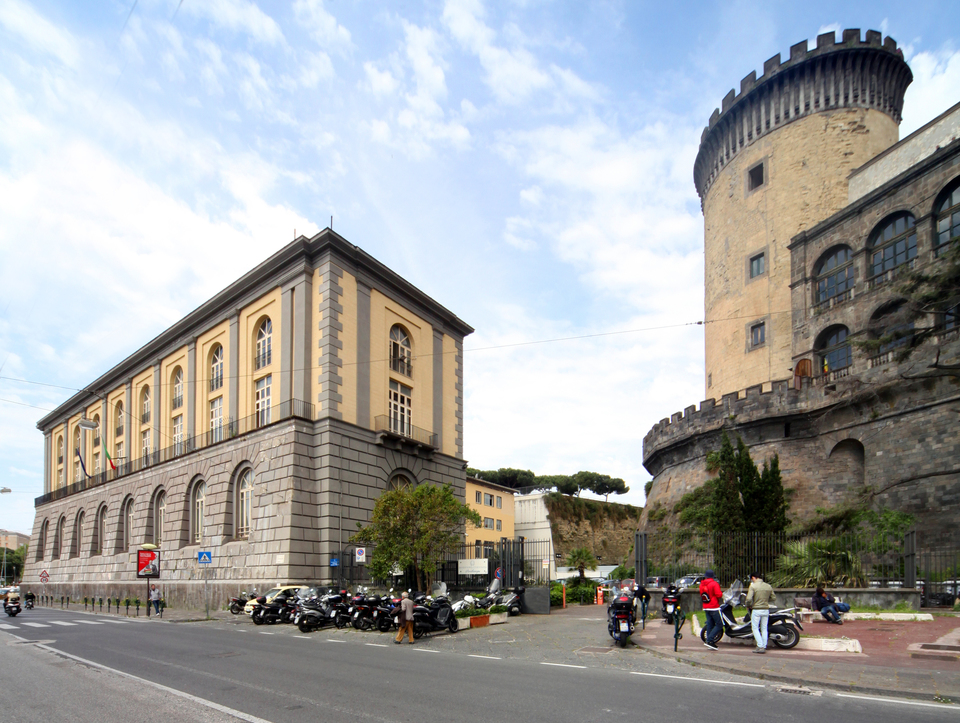
مقر جامعة فريدريك الثاني في نابولي

أسس الجامعة الإمبراطور الروماني المقدس فريدريك الثاني في 5 يونيو 1224، وهي بذلك أقدم مؤسسة تعليم عالٍ وبحث علمي حكومية في العالم. ومن أشهر خريجي هذه الجامعة عالم اللاهوت الكاثوليكي والفيلسوف القديس توما الأكويني.

## كليات الجامعة
تنقسم جامعة نابولي إلى 13 كلية هي:
1. كلية الزراعة
2. كلية العمارة
3. كلية التقنية الحيوية
4. كلية الاقتصاد
5. كلية الهندسة
6. كلية القانون
7. كلية الآداب والفلسفة

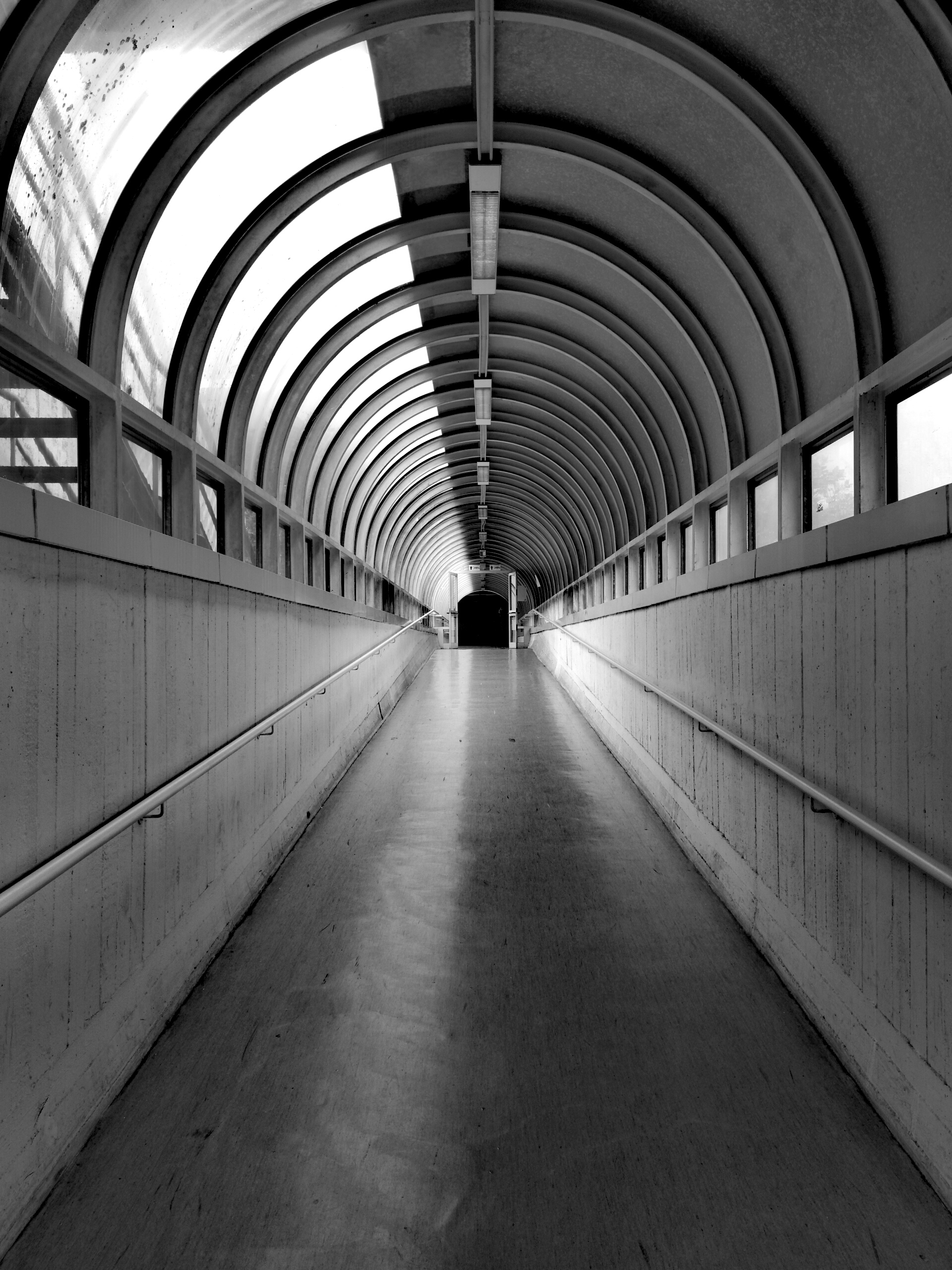
صورة التقطت في مارس 2018 للنفق الذي يربط بين المراكز المشتركة بجامعة فريدريكو الثاني في نابولي

8. كلية الرياضيات والعلوم الفيزيائية والطبيعية
9. كلية الطب والجراحة
10. كلية الصيدلة
11. كلية العلوم السياسية
12. كلية علم الاجتماع
13. كلية الطب البيطري

## من مشاهير خريجي الجامعة

### رؤساء إيطاليون
- إنريكو دي نيكولا: درس القانون بالجامعة وتخرج فيها سنة 1896.
- جيوفاني ليوني
- جورجو نابوليتانو: حصل على درجة علمية في التشريع من جامعة نابولي سنة 1947.[8]

### فلاسفة ولاهوتيون
- بينيدتو كروتشه: حصل على درجة علمية في القانون من جامعة نابولي.
- توما الأكويني
- جوردانو برونو
- جيامباتيستا فيكو

### آخرون
- روبرتو سافيانو: صحفي وكاتب إيطالي، درس الفلسفة بجامعة نابولي.

## من مشاهير الأساتذة
- أنطونيو جينوفيزي: كاتب إيطالي في الفلسفة والاقتصاد السياسي. عمل أستاذًا فوق العادة للفلسفة بالجامعة في القرن الثامن عشر.
- توما الأكويني
- جيامباتيستا فيكو
- فرانشيسكو باولو بونيفاتشيو: وزير عدل إيطالي أسبق، ورئيس أسبق للمحكمة الدستورية الإيطالية. كان من أصغر أساتذة القانون الروماني سنًا في تاريخ الجامعة.
- ماتشيدونيو ميلوني: فيزيائي إيطالي.

## أتفاقيات وتوأمة
- الجزائر - جامعة محمد الشريف مساعدية (سوق أهراس)[9]

## وصلات خارجية
- الموقع الرسمي للجامعة